# كلية غنفيل وكيوس
كلية غنفيل وكيوس (بالإنجليزية: Gonville and Caius College)‏ هي إحدى الكليات المكونة لجامعة كامبريدج في كامبريدج، إنجلترا. و هي رابع أقدم كلية في جامعة كامبريدج، و أغناها (180 مليون £). وقد درس في الكلية العديد من الطلاب الذين قدمو انجازات كبيرة للبشرية، منهم ثلاثة عشر من الحائزين على جائزة نوبل.
الكلية لديها جمعيات تاريخية طويلة مع التعليم الطبي، بسبب خريجيها من الأطباء : جون كيوس (الذي أعطى الكلية صولجان هرمس في شعارها) ويليام هارفي. أشهر خريجيها في العلوم فرانسيس كريك (مكتشف بالمشراكة، جنبا إلى جنب مع جيمس واتسون بنية الحمض النووي)، السير جيمس تشادويك (مكتشف النيوترون) والسير هوارد فلوري (المطور البنسلين). ستيفن هوكينغ، في وقت سابق كان أستاذ لوكاسي للرياضيات بعد تقاعده الآن، هو زميل للكلية الآن. . تحوي الكلية أيضا على برامج أكاديمية في العديد من التخصصات الأخرى، بما في ذلك الاقتصاد، والأدب الإنجليزي والتاريخ.

## الحائزين على جائزة نوبل من الجامعة
- 1932 السير تشارلز شرينغتون - الفزيولوجيا العصبية (طالب وزميل).
- 1935 السير جيمس تشادويك - فيزيائي، مكتشف النيوترون (طالب، زميل والماجستير).
- 1945 هوارد فلوري - شارك في تطوير البنسلين (زميل).
- 1954 ماكس بورن - الفيزياء.
- 1962 فرانسيس كريك - اكتشاف بنية الحمض النووي (طالب دكتوراه وزميل فخري).
- 1972 السير جون هيكس - الاقتصاد (زميل).
- 1974 أنتوني هويش - عالم الفلك (طالب وزميل).
- 1976 ميلتون فريدمان - الاقتصاد (زميل زائر).
- 1977 السير نيفيل موت - الفيزياء النظرية (زميل والماجستير).
- 1984 السير ريتشارد ستون - الاقتصادي.
- 2001 جوزيف ستيغليتز - الاقتصادي (زميل).
- 2008 روجر تسيان - الكيميائي (زميل).
- 2013 مايكل لويت - الكيميائي (باحث).